# Third Age of the Sun
Third Age of the Sun je třetí album od finské heavy metalové, power metalové, viking metalové, symphonic metalové kapely Battlelore.

## Seznam skladeb
1. "Usvainen Rhûn" – 1:36
2. "Storm of the Blades" – 3:22
3. "Ghân of the Woods" – 4:41
4. "Gwaith-i-Mírdain" ( 'Gwaith-i-Mírdain' vypráví o elfských kovářích, který ukovali Prsteny moci.) – 3:43
5. "Trollshaws" – 4:07
6. "Elves of Lúva" – 4:39
7. "Valier – Queens of the Valar" – 4:19
8. "Thousand Caves" (je o tisícovkách jeskyní na Menegroth v Doriath.) – 4:06
9. "Cloaked In Her Unlight" (vypráví o Ungoliant a zničení Dvou stromů Valinoru.) – 4:13
10. "Of Orcs and Elves" – 4:26
11. "Touch of Green and Gold" (je píseň o Tomovi Bombadilovi.) – 3:39
12. "Pallando – Forgotten Wizards I" – 3:31
13. "Gollum's Cry" (je o Glumovi ve Dvou věžích.) – 3:04
14. "Alatar – Forgotten Wizards II" – 3:33
15. "Elessar's Call (Bonus Track)" – 4:11
16. "Dwimmerlaik (Bonus Track)" (je dialog jako píseň mezi Éowyn a Pána nazgûlů.) – 4:28